# Karl-Heinz Prinz
Karl-Heinz Prinz (* 14. Januar 1928) ist ein ehemaliger deutscher Fußballspieler. 

## Karriere
Karl-Heinz Prinz spielte Erstligafußball in der Oberliga Südwest für den SV Saar Saarbrücken sowie den 1. FC Saarbrücken. Im Jahre 1953 absolvierte er fünf Spiele für die Stuttgarter Kickers in Oberliga Süd und erzielte dabei ein Tor. Doch bereits im Sommer zog es den Linksaußen wieder in den Westen Deutschlands, wo er beim ASV Landau in der Saison 1953/54  in 28 Spielen, 7 Tore erzielte.